# 卡缅卡市镇 (博汉区)
卡缅卡市镇（俄语：Муниципальное образование «Каменка»）是俄罗斯联邦伊尔库茨克州博汉区所属的一个市镇。其下辖有个居民点，行政中心为卡缅卡。据2016年统计，该市镇的人口为1473人。